# Sékouba Konaté
Sékouba Konaté (ur. 6 czerwca 1964 w Konakry) – gwinejski pułkownik, wiceprezydent junty wojskowej sprawującej władzę w Gwinei od 24 grudnia 2008, minister obrony od 14 stycznia 2009 do 24 grudnia 2010, p.o. prezydenta od 3 grudnia 2009 do 21 grudnia 2010.

## Życiorys
Sékouba Konaté urodził się w 1964 w Konakry. W 1985, w wieku 19 lat wstąpił do armii, w której doszedł do stopnia pułkownika. W 1990 ukończył Królewską Akademię Wojskową w Meknes w Maroku. W 1995 brał udział w misji pokojowej w Sierra Leone (UNAMSIL). W 1996 został zastępcą dowódcy oddziału wojsk spadochronowych w regionie Labé. W 2000 stanął na czele oddziału wojskowego w Macencie przy granicy z Liberią. Jako wojskowy zyskał sobie przydomek El Tigre (Tygrys) – z powodu zaciekłości, jaką okazywał podczas walk z rebeliantami w 2000 i 2001. W 2008 został mianowany dowódcą Autonomicznego Batalionu Transportu Powietrznego (BATA).
23 grudnia 2008, tuż po śmierci prezydenta Lansany Conté, razem z kapitanem Moussą Dadia Camarą był jednym z inicjatorów zamachu stanu w Gwinei. W początkowej fazie przewrotu doszło pomiędzy nim a Camarą do sporu o władzę. 24 grudnia 2008 Konaté znalazł się dopiero na trzeciej pozycji w ogłoszonym składzie Rady Narodowej na rzecz Demokracji i Rozwoju (CNDD, Conseil National de la Démocratie et du Developement), organu rządzącej junty wojskowej. Na jej czele stanął Camara. Z tego powodu w głównych koszarach wojska w stolicy zwolennicy Konaté wszczęli bunt i zażądali oddania władzy w jego ręce. Kwestię przywództwa dwaj wojskowi zgodzili się rozstrzygnąć na drodze losowania. Kartkę papieru z napisem „prezydent” ze słoika po majonezie (z którego losowano) wyciągnął, i to dwukrotnie (losowanie powtórzono), Camara. Konaté otrzymał w zamian stanowisko wiceprezydenta CNDD.
14 stycznia 2009 objął stanowisko ministra obrony w rządzie premiera Kabiné Komary.

### Pełniący obowiązki prezydenta Gwinei
3 grudnia 2009 po próbie zabójstwa Moussy Dadis Camary i jego hospitalizacji w Maroku, objął na czas jego nieobecności władzę w Gwinei. 5 grudnia 2009 powrócił w tym celu z podróży do Libanu.
6 stycznia 2010, jako p.o. prezydenta, ogłosił plan powołania „przejściowego rządu jedności narodowej” w celu zakończenia kryzysu politycznego w kraju, na czele którego miałby stanąć premier wskazany przez opozycję. Do zadań rządu miało należeć wyznaczenie daty i przeprowadzenie wyborów prezydenckich i parlamentarnych. Wezwał również liderów opozycji, którzy opuścili kraj po wrześniowej masakrze do powrotu, gwarantując im bezpieczeństwo.
12 stycznia 2010 Camara został przewieziony z Maroka do Burkina Faso, co wymusiło uregulowanie kwestii jego powrotu do rządów i podziału władzy w kraju. 13 stycznia Konaté udał się na rozmowy do Wagadugu, gdzie 15 stycznia 2010, przy mediacji prezydenta Blaise’a Compaoré, podpisano porozumienie w sprawie powrotu Gwinei do rządów cywilnych. Camara zrezygnował „de facto” z władzy i zgodził się pozostać w Burkina Faso na dalszej rekonwalescencji. Poparł przy tym plan porozumienia z opozycją zaproponowany wcześniej przez Konaté, który miał dalej pełnić funkcję prezydenta. Porozumienie przewidywało powołanie rządu złożonego z członków junty oraz opozycji z opozycyjnym premierem na czele. Nowy rząd miał sprawować mandat do czasu wyborów, organizację których zaplanowano w ciągu sześciu miesięcy. Zakazem startu zostali objęci wszyscy członkowie rządu oraz junty wojskowej. W celu nadzorowania transferu władzy miała zostać utworzona licząca 101 członków specjalna rada, składająca się z liderów religijnych. 18 stycznia 2010 opozycja przedstawiła kandydaturę Jeana-Marie Doré na stanowisko szefa rządu. Następnego dnia Konaté nominował go na stanowisko premiera. W skład 30-osobowego rządu weszło po 10 przedstawicieli junty wojskowej, opozycji i władz regionalnych.
W wyniku demokratycznych wyborów zorganizowanych w czerwcu i listopadzie 2010, nowym prezydentem państwa został Alpha Condé, który objął urząd 21 grudnia 2010.
7 grudnia 2010 Konaté został mianowany dowódcą Sił Szybkiego Reagowania Unii Afrykańskiej (African Standby Force). 16 grudnia 2010 oficjalnie opuścił szeregi gwinejskiej armii.

## Odznaczenia
- Krzyż Wielki Narodowego Orderu Pokoju (Kongo)[15]